# Kinderklinik Glanzing

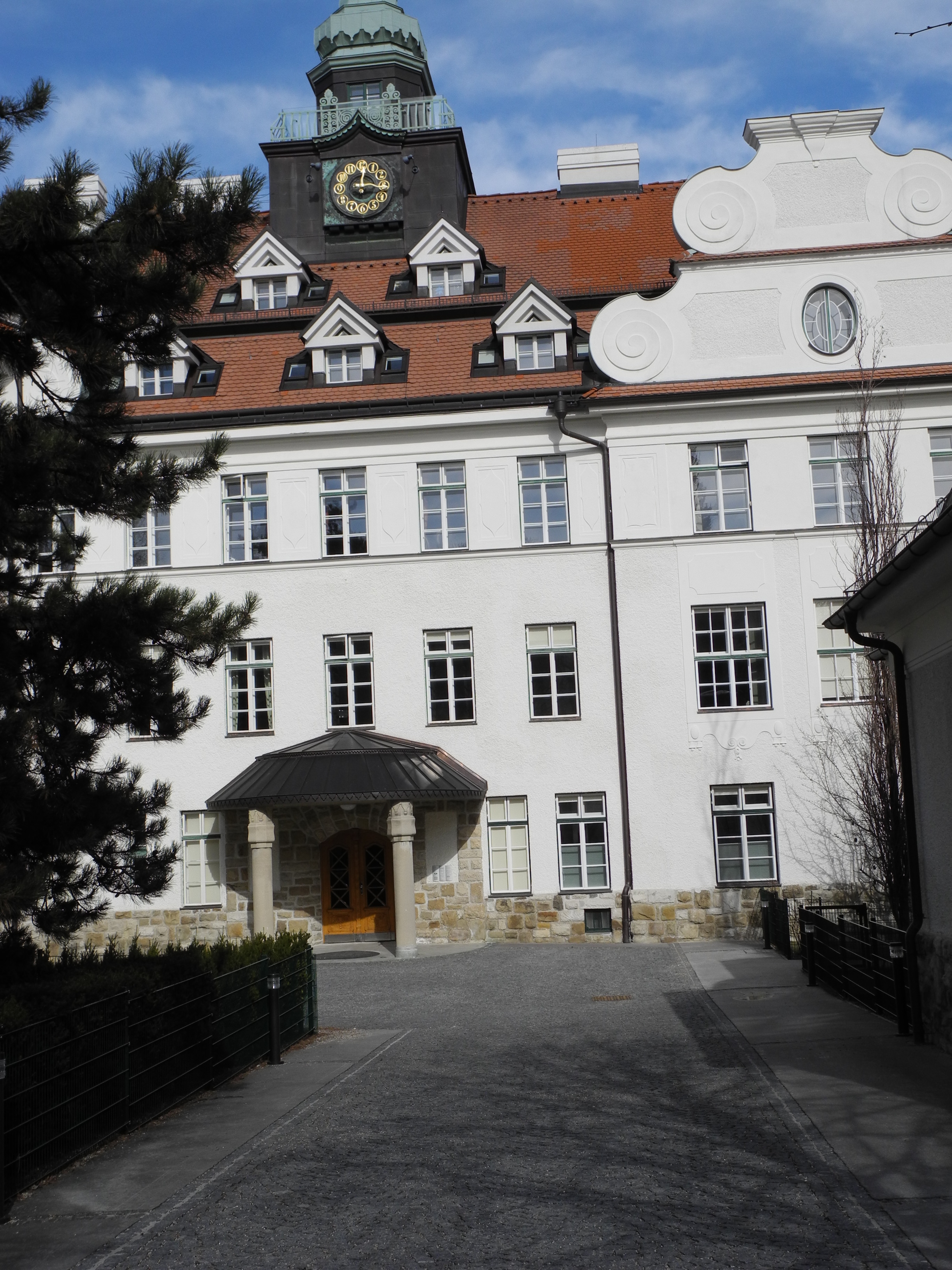
Kinderklinik Glanzing

Die Kinderklinik der Stadt Wien Glanzing war ein zwischen 1912 und 1914 errichtetes Spital in der Glanzinggasse 35–39 im 19. Wiener Gemeindebezirk Döbling (Pötzleinsdorf).

## Geschichte

### Gründung als „Reichsanstalt für Mutter- und Säuglingsfürsorge“
Anlässlich des 60-jährigen Regierungsjubiläums von Kaiser Franz Joseph I. im Jahr 1908 fand unter dem Motto „Für das Kind“ eine große Sammlung statt. Der Ertrag von zwei Millionen Kronen bildete 1909 die Grundlage für den „Kaiser-Jubiläumsfonds für Kinderschutz und Jugendfürsorge“, gedacht als Basis eines monarchieweiten Kinderfürsorgewerks. Aus den Mitteln des Fonds wurde von Karl Badstieber (1875–1942) und Eduard Thumb (1882–1914) die „Reichsanstalt für Mutter- und Säuglingsfürsorge“ mit 100 Säuglings- und 24 Kinderbetten und 25 Mütterbetten errichtet und am 8. November 1915 in Betrieb genommen. In dem 1914 kurzzeitig als Lazarett genutzten Gebäude konnten zusätzlich 34 Internatsschülerinnen, 12 Schwestern und 15 Angestellte aufgenommen werden.
Ziel der auf Vorschlag von Leopold Moll (1877–1933) und Theodor Escherich (1857–1911) gegründeten Kinderklinik Glanzing war die Reduktion der Kindersterblichkeit. Weitere Aufgaben der Klinik waren die Aus- und Fortbildung von Ärzten, Hebammen und Kinder- und Säuglingspflegerinnen. Gedacht war sie als Musterprojekt, das auf die gesamte Donaumonarchie ausgeweitet werden sollte. Der 1921 zum Universitätsprofessor ernannte Leopold Moll initiierte auch die Mutterberatung und Schwangerenfürsorge in Wien, die von Julius Tandler (1869–1936) ausgebaut und vor allem auf eine rechtliche Basis gestellt wurde. Die erste Mutterberatungsstelle Wiens befand sich im späteren Ambulanzgebäude.

### „Kinderklinik der Stadt Wien – Glanzing“

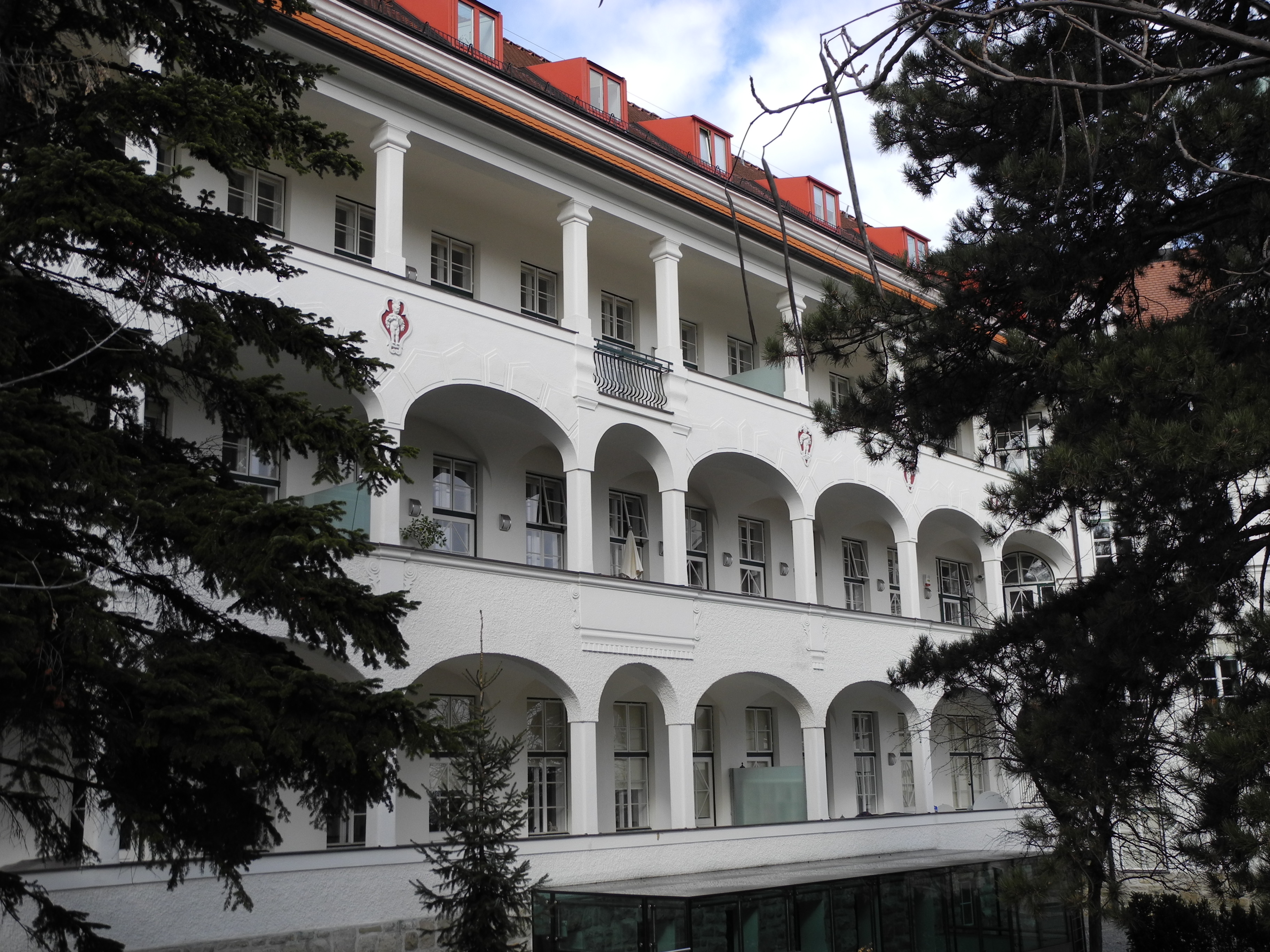
Loggien an einem Gebäude der Klinik

1937 wurde der „Kaiser-Jubiläumsfonds für Kinderschutz und Jugendfürsorge“ in den „Fonds der Reichsanstalt für Mutter- und Kinderfürsorge“ umgewandelt, der 1939 von den Nationalsozialisten aufgelöst wurde. Gleichzeitig mit der Übernahme der Reichsanstalt durch die Stadt Wien erfolgte auch die Namensänderung auf „Kinderklinik der Stadt Wien – Glanzing“. 1955 wurde die Auflösung des Fonds rückgängig gemacht und der „Fonds der Reichsanstalt für Mutter- und Kinderfürsorge“ als Rechtspersönlichkeit wiederhergestellt. Ein erst 1962 geschlossenes Benützungseinkommen sowie ein Rückstellungsvergleich zwischen dem Fonds und der Stadt Wien ermöglichten die unentgeltliche Überlassung der fondseigenen Liegenschaften samt Gebäuden und Inventar zwecks Betrieb der Kinderklinik Glanzing und einer Krankenpflegeschule auf Kosten der Stadt Wien. Hier in der KK-GLA (Kinderklinik Glanzing) wurde 1974 das erste neonatologische Intensivbehandlungszentrum Österreichs eingerichtet.

### Übersiedelung ins Wilhelminenspital
Studien aus den Jahren 1993 und 1995 zur Erarbeitung des Wiener Krankenanstaltenplans zeigten Überkapazitäten an kinderinternen und kinderchirurgischen Betten auf. Weiters wurden für Wien maximal drei Perinatalzentren empfohlen. Zwei dieser Standorte – Allgemeines Krankenhaus der Stadt Wien (9. Bezirk) und Sozialmedizinisches Zentrum Ost – Donauspital (22. Bezirk) – waren bereits vorgegeben. Im April 1996 wurde auf politischer Ebene beschlossen, die Intensivneonatologie der Kinderklinik Glanzing bei gleichzeitiger Reduktion der Bettenzahl in das Wilhelminenspital (16. Bezirk) zu integrieren und die Kinderkrankenpflegeschule Glanzing – die sich in Umwandlung in eine Allgemeine Krankenpflegeschule befand – mit 90 Ausbildungsplätzen in die Semmelweis-Frauenklinik zu verlegen (Aufnahme des Schulbetriebs im Herbst 1997).
Das 1962 geschlossene Benützungsübereinkommen wurde Mitte 1999 mit Wirksamkeit vom 31. Dezember 1999 gekündigt und das Areal nach einem am 24. November 1999 erfolgten Gemeinderatsbeschluss von der Stadt Wien erworben. Die Auflassung beziehungsweise Verlegung der Kinderklinik Glanzing ins Wilhelminenspital führte am 9. Juni 1999 auch zu einer schriftlichen parlamentarischen Anfrage von „Doktor Helene Partik-Pablé und Genossen“. Die Beantwortung dieser Frage beschränkte sich im Wesentlichen auf den Umstand, dass der Fonds der „Reichsanstalt für Mutter- und Kinderfürsorge in Wien“ eine eigene Rechtspersönlichkeit sei, dem eine selbständige Weiterführung der Klinik nicht möglich sei und die Auflassung der Kinderklinik dem gesamtösterreichischen Krankenanstaltenplan entspräche. Im April 1999 erfolgte durch Gesundheitsstadtrat Doktor Sepp Rieder die offizielle Inbetriebnahme der "Abteilung für Kinder- und Jugendheilkunde Kinderklinik Glanzing mit Neonatologie und Jugendheilkunde" im Pavillon 21 des Wilhelminenspitals. Die Instandsetzung des im Jugendstil errichteten Pavillons und die Übersiedlung verursachten Kosten in der Höhe von rund 60 Millionen Schilling (rund 4,4 Millionen Euro).

### Babynest Glanzing im Wilhelminenspital
Im Oktober 2000 wurde von Andreas Lischka, Primarius der Kinderklinik Glanzing und Gesundheitsstadtrat Sepp Rieder das „Babynest Glanzing im Wilhelminenspital“ nach dem Vorbild der Hamburger Babyklappe eröffnet. Durch die Situierung am Flötzersteig ist einerseits die leichte Erreichbarkeit durch eine städtische Autobuslinie gewährleistet und innerhalb des Spitals die geringe Distanz zur zuständigen Ambulanz.

## Nachnutzung der ehemaligen Kinderklinik Glanzing
Das 1999 von der Gemeinde Wien angekaufte Areal der ehemaligen Kinderklinik Glanzing in Döbling wurde 2002 vom Wiener Krankenanstaltenverbund zum Verkauf ausgeschrieben. Den Zuschlag erhielt eine Tochtergesellschaft der Raiffeisen Bausparkasse GesmbH. für 6,05 Millionen Euro.